# Messe no 5 de Schubert

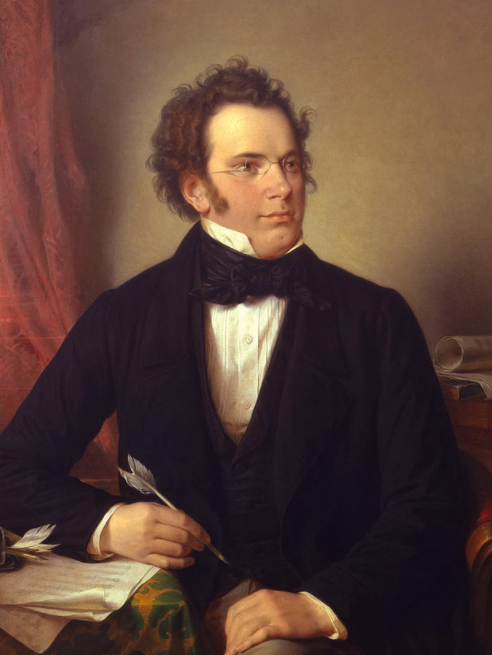
Schubert

La messe no 5 en la bémol majeur, D. 678 est une œuvre de musique sacrée composée par Franz Schubert entre novembre 1819 et septembre 1822. L’œuvre fut révisée en 1825 pour être présentée à la chapelle impériale.
Cette cinquième messe est une des plus lyriques que Schubert ait écrites, sans pour autant que le caractère religieux soit délaissé. Avec cette messe, il rompt avec l'écriture des quatre précédentes, écrites dans un style convenu. L'effectif comprend des cordes, une flûte, deux hautbois, deux clarinettes, deux bassons, deux cors, deux trompettes, trois trombones, des timbales, quatre solistes (SATB) et un chœur mixte. Sa durée approximative d'exécution est de 50 min.

## Commentaires critiques

### Critiques
D'après Maurice Cauchie (novembre 1928) :
« 
Cette messe est incontestablement la plus belle des six que nous a laissées le maître viennois. Schubert, ordinairement si primesautier, y travailla trois ans ; et il la retoucha encore peu de temps avec sa mort. Et quand on lit cette partition, dans laquelle sont accumulées tant de merveilles : modulations géniales, mélodies exquises, orchestration colorée, émotion intense, on déplore une fois de plus, la monotonie des programmes de nos sociétés parisiennes de concerts, qui jamais ne nous font entendre un pareil chef-d’œuvre.  »

### Interprétation
D'après Thierry Morice (avril 1997) la version de Sir George Guest avec l'Academy de St Martin a fait référence jusque dans les années 1980. La version de Wolfgang Sawallisch, comme élément de l'enregistrement de l'intégrale de l’œuvre sacrée de Schubert, est alors venue surpasser la version de Guest. Bien que cette dernière fut intense, la version de Nikolaus Harnoncourt s'est également imposée comme référence pour son aspect dramatique, sans jamais tomber dans le pathos[réf. souhaitée], caractéristique de la version de Sawallisch. Harnoncourt tire ainsi profit de la qualité de son orchestre et de son chœur.

## Histoire de la messe

### Contexte historique de l'écriture
À l'époque de l'écriture de cette messe, Schubert n'a que 25 ans, mais déjà de nombreuses compositions à son actif et sa maîtrise de l'orchestration est évidente. En cette année 1822, il compose également sa Symphonie no 8 « Inachevée », deux Tantum ergo (en ut et en ré), deux œuvres pour piano (une ouverture et une fantaisie) ainsi qu'une vingtaine de lieder.

### Une messe trouvée trop difficile
Une fois écrite, Schubert a tenté en vain de faire exécuter la messe à la chapelle impériale : la partition est refusée par Joseph Leopold Eybler, maître de chapelle, qui estime que, bien que bonne, elle n'était pas dans le style qu'affectionne l'Empereur.
Il est plus vraisemblable que le maître de chapelle la trouva trop difficile.

## Écriture de la messe
Schubert n'a pas dit pourquoi il écrivait cette messe. Ce qui semble sûr, c'est qu'elle ne répond pas à une commande.
Son écriture fut contemporaine de la Messe solennelle de Beethoven (1819 - 1822). La proximité géographique entre les deux compositeurs peut laisser supposer qu'ils étaient au courant de cette écriture simultanée. Il n'en demeure pas moins qu'en choisissant le ton de la bémol, rarement utilisé par Schubert, ce dernier adopte une des tonalités les plus éloignées de celle dans laquelle Beethoven écrit sa Solemnis (Ré). Cette tonalité est celle du premier mouvement (Kyrie) et des deux derniers (Benedictus et Agnus), ce qui permet d'affirmer la tonalité de l’œuvre, mais pas celle de la totalité de la messe (le Gloria commence en mi majeur, le Credo en ut majeur, le Sanctus en fa majeur).
C'est la seule œuvre que Schubert a abandonnée pendant de longues périodes et à laquelle il est toujours revenu. Pendant l'écriture de la messe, de nombreuses péripéties sont intervenues, comme l'écriture d'autres pièces majeures, ou son arrestation par la police en mars 1820.
Comme dans Lazarus, également d'inspiration religieuse, le regroupement des instruments est peu courant. Les bois, avec deux cors, sont souvent sollicités, les cordes n'étant utilisées que comme venues d'un autre monde. Les points communs entre Lazarus et le Kyrie ou le Gloria ne manquent pas. Une étude biographique montre que Schubert travaillait à la messe en novembre 1819, deux mois seulement avant d'entreprendre l'écriture de Lazarus.
Il ne reste pas d'indication de la date à laquelle Schubert a écrit le Credo et le Sanctus, mais l'Agnus a été écrit juste avant qu'il ne mette un point final à l'écriture complète de l’œuvre.

## Rupture avec les quatre premières messes
Les quatre premières messes reflètent l’engagement de Schubert avec les écritures conventionnelles des messes, bien qu’elles recèlent les éléments de sa maturité à venir. Par exemple la messe en Fa (D105) n’a pas grande originalité comme le révèle son écriture chorale de bout en bout à part la fugue de la fin du Gloria. La différence décisive, entre la 5e messe et les quatre premières, repose sur un défi : écrire une œuvre basée sur une interprétation musicale des mots. Schubert s’est parfois efforcé d’ajouter du sens au texte en appliquant à la fois les techniques d’écriture les plus avancées que sa maturité musicale lui permettait et l’expérience spécifique acquise dans la composition de ses précédentes messes en faisant intervenir la musique dramatique à la fois religieuse et séculaire.
À plusieurs reprises dans les messes de Schubert, les textes répétés ou supprimés lui permettent d’approfondir l’expression d’un aspect particulier du sens du texte. Jaskulsky a défendu l’idée que de nombreuses omissions, conflations et répétitions de textes dans toutes les messes servent à Schubert pour structurer les mouvements ou les sections selon son goût musical. Cette liberté a été largement discutée dans l'Et incarnatus est de la messe no 5 (voir ci-dessous).

## Structure de l’œuvre
La messe est découpée en six mouvements.

### Kyrie
Andante con moto (155 mesures).
Ce Kyrie à 2 temps (C barré) est beaucoup plus long que ceux des quatre précédentes messes. Les solistes alternent avec le chœur. L'orchestration est légère, la flûte, les trompettes, les trombones et les timbales étant mis au repos. Après huit mesures d'introduction orchestrale, les sopranos et les altos entament le thème et les ténors et les basses répondent. Un contrepoint s'installe sur le texte « Kyrie eleison ». Les solistes entrent alors, soprano en tête, sur le « Christe eleison » avec un second thème. Le chœur revient avec le premier thème et le texte du Kyrie, suivant une structure identique à sa première intervention. C'est alors aux solistes de reprendre le second thème, toujours avec « Christe eleison », mais cette fois en commençant par l'alto. Cette alternance de textes et de thèmes se poursuit jusqu'à la fin du mouvement, toujours dans une grande douceur.
Sur le plan de l'orchestration, la réponse des cors et des trombones suggère fortement l’écriture de l’octet écrit quatre ans plus tard, un effet qui est repris aux clarinettes et aux bassons avant la réexposition de la mesure 68.

### Gloria
Allegro maestoso e vivace (531 mesures).
Dans la musique viennoise, le Gloria est souvent divisé en cinq sections. C'est le cas ici, les deux premières ayant une claire forme A-B-A, les deux suivantes sont plus courtes et la dernière est la longue fugue du Cum sancto.

#### Gloria in excelsis Deo
Le contraste avec le Kyrie est saisissant, tant par la tonalité de mi majeur (enchaînée avec la bémol majeur) que par la puissance soudaine, quand le chœur entame avec l'orchestre un Gloria homophonique à 3/4. Les cordes jouent des arpèges ou des gammes, écriture propice à une nuance double forte soutenue. Les solistes font une apparition sur le texte « Adoramus te ».
Le A de la structure A-B-A de cette partie commence par les chœurs chantant Gloria in excelsis Deo sur le premier thème. Puis à la mesure 15, l'orchestre et le chœur a capella se succèdent avec le texte et in terra, pax hominibus bonæ voluntatis. À la mesure 29, le second thème apparaît sur le texte Laudamus te, benedicimus te, glorificamus te avec des départs décalés, passage qui se reproduit à la mesure 41.
La partie B commence par les solistes sur le texte adoramus te sur huit mesures qui sont répétées une fois. À la mesure 69, le chœur reprend le second thème qui se développe en une marche harmonique descendante jusqu'à une demi-cadence sur sol dièse. Quatre mesures d'orchestre préparent la réexposition.
Le retour à la partie A se déroule à l'identique jusqu'à la mesure 99. Un bref final répétant trois fois Gloria Deo termine cette sous partie.

#### Gratias agimus tibi
À la mesure 113, l'andantino à 2/4 en la majeur introduit par l'orchestre seul, pianissimo, annonce une intervention des solistes sur le texte du « Gratias » où le chœur ne fait que deux brèves interventions. Les solistes reviennent avec le « Gratias », à nouveau en la majeur pour conclure la première partie du Gloria.
Cette partie également structurée en A-B-A est à 2/4, ce qui n'est pas une mesure courante chez Schubert et qui se retrouve par exemple avec le Benedictus de sa messe en ut. Le thème très doux est entendu par l'orchestre puis par la soliste et développé par le quatuor de solistes.
Le chœur entre alors pour ponctuer avec des cadences les passages en solo avec le texte agimus tibi.
La partie B de ce gratias, à partir de la mesure 150, est sur le texte Domine Deus, Rex cœlestis, gratias agimus. Deus Pater omnipotens. Mais cette fois, ce sont les solistes qui ponctuent par trois fois les phrases du chœur par une cadence gratias agimus.
Le retour de la partie A permet d'entendre à nouveau la magnifique phrase du gratias à nouveau à la soprano, mais cette fois avec deux contrepoints basse solo et tenor solo. Par deux fois, le chœur ponctue par deux agimus tibi.

#### Domine Deus
L’enchaînement en la mineur, suivi de nombreuses modulations, avec le chœur sur « Domine Deus, Rex cœlestis » contraste par la nuance forte. Mesure 221, en ut dièse mineur, l'alto solo chante le « Domine Deus Agnus Dei » et le chœur répond « Miserere ». Cette structure se reproduit avec la basse solo, puis avec le ténor solo.

#### Quoniam
Après quelques mesures d'orchestre, le chœur entame le « Quoniam », mesure 287, l'intensité augmente jusqu'à ce que les sopranos atteignent les notes les plus aiguës de l’œuvre (si4) sur « Tu solus Dominus ». Cette partie se termine dans le grave, préparant ainsi un contraste pour la partie suivante.
Fait à peu près unique dans l’œuvre de Schubert, le chœur chante à l'unisson pendant huit mesures (mesure 304).

#### Cum sancto
Mesure 333, les basses énoncent le sujet d'une fugue en mi majeur, sur le « Cum sancto », comme l'ont fait avant, de nombreux compositeurs, dont Mozart dans la grande Messe en ut mineur. La fugue est de facture classique, avec une strette à la mesure 477 et une pédale à la mesure 504, annonçant la fin de ce mouvement brillant et lumineux.
L'écriture de cette fugue fait partie de la révision que Schubert fit de sa messe en 1825. La version initiale était un peu plus courte, et surtout, inférieure en termes d'inventivité.

### Credo

#### Présentation générale
Allegro maestoso e vivace (433 mesures).
Après la fin brillante et complexe de la fugue du Gloria, le Credo contraste par son écriture d'une grande simplicité. Un premier accord des cuivres et un second des bois, suffisent à introduire le chœur homophonique a capella pour le premier verset de cette prière. Après ces deux mêmes accords d'orchestre, la structure se reproduit pour le second verset. Les femmes du chœur répondent ensuite aux hommes.
À la mesure 131, Et incarnatus est ex Maria virgine, le tempo passe au grave et la mesure à 3/2, rappelant la Trinité. L'écriture passe à huit voix dans une atmosphère recueillie et contrastée dans les nuances.
Ce passage est l'un des plus discutés de toutes les messes de Schubert. Il a été remarqué pour son écriture archaïque à huit voix. Le texte deux fois répété Et incarnatus est de spiritus sancto ex maria virgine et homo factus est, est accompagné de vents (bois et cuivre) riche en dissonances essentiellement provoquées par des retards harmoniques. C’est la répétition de la phrase qui permet, à la seconde fois, d’intensifier, par les registres et par l’harmonie, le caractère mystique du premier passage. Du point de vue de l'orchestration, le mystère de l’incarnation est souligné par le son des trombones. Les nuances marquées vont fréquemment du pianissimo au fortissimo en deux mesures renforçant par un relief sonore l'intensité installée par l'harmonie.
Puis par trois fois est répété le texte crucifixus etiam pro nobis (il a été crucifié pour nous), le mot crucifixus étant lui-même répété. Le « Crucifixus », à partir de la mesure 157 est énoncé avec quatre notes « en croix », comme Bach l'avait fait dans ses passions. Ce motif douloureux est entendu au ténor avec réponse aux sopranos deux mesures plus loin, puis aux altos mesure 165 et aux basses deux mesures plus loin également pendant que les violoncelles et contrebasses martèlent la suite d'un accompagnement commencé à l'unisson par les cordes.
La suite du texte, mesure 175, sub pontio pilato passus et sepultus est (sous ponce Pilate, a souffert et fut mis au tombeau) n'est qu'une descente progressive, sans mouvement mélodique, pianissimo sans dynamique, en harmonie riche en accords diminués, les cordes en contre-temps, jusqu'à une cadence en la bémol majeur.
Mesure 183, retour à la structure du début du Credo sur le « Et resurexit ». Ce schéma musical revient à la mesure 319 pour le « Confiteor », puis 335 pour « In remisionem ». Ce mouvement s'achève sur une jubilation intense avec un hymne majestueux sur « Et vitam venturi ».
Au moment du jugement des vivants et des morts, l’orchestre est réduit à un solo de cet instrument, obscurcissant la ligne de basse (mesures 230 – 248).

#### Le texte
Le mot clé Credo n’apparaît qu'une fois dans la prière latine alors que Schubert ne le répète pas moins de vingt fois dans ce mouvement, ce qui a été interprété comme une exhortation du compositeur à croire. Beethoven, dans sa solemnis, a répété le mot Credo au début du mouvement, mais il s'est contenté ensuite d'énumérer ce en quoi la religion demande de croire à la différence de Schubert qui répète Credo pour chaque item.
Fait notable, Schubert omet de mettre en musique quelques phrases de la prière du credo:
je crois en l'église une, sainte, catholique et apostolique.
je crois en la résurrection des morts.

### Sanctus
Andante (58 mesures).
Une étonnante introduction orchestrale de trois mesures à 12/8 en fa majeur prépare chaque « Sanctus » qui s'enchaîne en une suite de modulations savamment conduites éclairant le mouvement d'une lumière changeante. Le « Hosanna » passe à 6/8 avec un orchestre qui crée une atmosphère pastorale, qui n'est pas sans rappeler la Flûte enchantée.

### Benedictus
Andante con moto (140 mesures).
Ce Benedictus permet de retrouver le calme perdu depuis plusieurs mouvements. Il est déclamé avec une alternance de solos et de tutti, avec un accompagnement souple et discret. Ce mouvement s'achève par un retour du « Hosanna ».
Presque toutes les phrases ont huit mesures, dans la tonalité principale de la bémol majeur, avec des passages en mi bémol majeur ou en ré bémol majeur.
Après l'exposition du thème aux bois, accompagnés aux violoncelles d'une longue ligne de croches en pizzicatos, les solistes soprano, mezzo et ténor reprennent le thème deux fois huit mesures de suite avant de le confier au chœur, à nouveau pour huit mesures, à chaque fois ponctuée par une cadence parfaite.
Les trois mêmes solistes développent alors le thème puis se mêlent le chœur (il y a alors sept voix) avant que celui-ci ne ponctue seul ce passage par une cadence parfaite en mi bémol majeur.
Un court passage d'orchestre remet en scène la ligne de croches en pizzicatos des violoncelles pour une ré-exposition du thème par les solistes, reprise et développée par une modulation en ré bémol majeur. Le chœur reprend de même le thème en la bémol majeur pour le finir également en ré bémol majeur.
Une nouvelle reprise du thème par les solistes se développe comme précédemment à sept voix, avec le chœur. Cet ensemble aboutit à une grande cadence plagale chantée par le chœur puis conclut par l'orchestre seul avec une demi-cadence sur un accord de do majeur. Cette tonalité permet de reprendre le Osanna du sanctus en fa majeur.

### Agnus Dei
Adagio (159 mesures).
Ce mouvement est en deux parties. La première Adagio est structurée en trois sous-parties, chacune correspondant aux trois répétition de la phrase Agnus Dei qui tollis pecata mundi, miserere nobis prévues par la prière.
- La première sous-partie (de 20 mesures) explose le thème de cette partie sur quatre mesures d'orchestre aux cordes en fa mineur. Le thème ainsi énoncé est repris par les solistes alors que le chœur scande « Miserere »[4].
  - Délice d'originalité, les notes du thème des violons 1 de l'introduction de l'orchestre sont strictement identiques à celles de la soprano solo, quatre mesures plus loin, mais l'introduction est en fa mineur alors que la soliste est en la bémol majeur.
  - Une modulation inattendue à la mesure 12, avec les solistes, enchaîne les tons de la bémol majeur et de mi majeur.
  - Une autre, à la mesure 19 avec le chœur, enchaîne les tons de mi majeur et de mi bémol majeur.
- la deuxième(également de 20 mesures) a la même structure mais les quatre mesures d'introduction aux cordes sont en mi bémol majeur. Les deux modulations inattendues se reproduisent à la mesure 32 de mi bémol majeur à do bémol majeur et à la mesure 39 de do bémol majeur à si bémol mineur.
- la troisième (de 14 mesures), bien que structurée comme les précédentes, est plus courte car le chœur ne conclut que par quelques Agnus.

La phrase Dona nobis pacem fait alors l'objet de la seconde partie de ce mouvement. Au tempo Allegretto se succèdent d'un grand nombre de Dona nobis pacem alternant solistes et chœur.
Cette partie achève la messe pianissimo.

## Publication
La messe n'a pas été publiée tout de suite après sa création, mais en 1875, bien après la mort du compositeur. Ce fut une des dernières partitions à avoir été publiée avant que l'éditeur Breitkopf & Härtel ne commence son travail d'édition complète. Ce fut également le cas d'autres œuvres majeures de Schubert comme l'Inachevée (1867), Lazarus (1865), le Quartettsatz D703 ou la sonate Arpeggione D821 (1871).